# ماثيو ووكر (عالم)
ماثيو بول ووكر (مواليد سنة 1972 أو1973) (بالإنجليزية: Matthew Paul Walker)‏ عالم بريطاني، أستاذ علوم الأعصاب وعلم النفس في جامعة كاليفورنيا في بركلي. ومدير «مركز علوم النوم البشري» وأستاذ سابق لعلم النفس في جامعة هارفارد. حصل على العديد من جوائز التمويل من مؤسسة العلوم الوطنية ومعاهد الصحة الوطنية الأمريكية، وهو زميل في الأكاديمية الوطنية للعلوم. له أكثر من مئة دراسة علمية منشورة. شارك في عدة برامج تلفزية وإذاعية من بينها: «60 دقيقة» و«ناشيونال جيوغرافيك» و«الإذاعة الوطنية العامة» و«بي بي سي».

## مسيرته
وُلد ووكر في ليفربول بالمملكة المتحدة. قضى حياته المبكرة في ليفربول وتشستر. حصل ووكر على شهادة في علم الأعصاب من جامعة نوتنغهام في عام 1996. حصل على درجة الدكتوراه في الفيزيولوجيا العصبية من جامعة نيوكاسل في عام 1999، حيث تم تمويل بحثه من قبل وحدة علم الأمراض العصبية الكيميائية في مجلس البحوث الطبية.

### لماذا ننام
أصدر في أكتوبر 2017 كتابه الأول لماذا ننام.  لقد أمضى 4 سنين في تأليف الكتاب،  الذي يؤكد فيه أن الحرمان من النوم يرتبط بالعديد من الأمراض القاتلة، منها الخرف.